# Terłycia
Terłycia (ukr. Терлиця, hist. pol. Terlica) – wieś na Ukrainie, w obwodzie czerkaskim, w rejonie humańskim, w hromadzie Monastyryszcze. W 2001 liczyła 518 mieszkańców, spośród których 514 wskazało jako ojczysty język ukraiński, 3 rosyjski, a 1 mołdawski.